# Cesare Colombo
Cesare Colombo (* 1889 in La Spezia; † 1945) war ein italienischer Tennisspieler.

## Leben
Colombo nahm 1920 am Tenniswettbewerb der Olympischen Sommerspiele in Antwerpen teil. Im Einzel unterlag er in seinem zweiten Match dem Briten Gordon Lowe. Im Doppel trat er mit Mino Balbi di Robecco an; sie schieden gegen das britische Duo aus Gordon Lowe und Algernon Kingscote aus. Im Mixed schied er  mit Rosetta Gagliardi zum Auftakt aus.
1922 nahm Colombo am Herreneinzel von Wimbledon teil, unterlag jedoch in der ersten Runde Randolph Lycett. Bei den Französischen Tennismeisterschaften 1926 kam er ebenfalls nicht über die erste Runde hinaus. Bei den Hartplatz-Weltmeisterschaften ging er 1922 und 1923 an den Start; 1923 konnte er ein Match gewinnen. 
Colombo gewann insgesamt neun italienische Meistertitel: zwei im Einzel, vier im Herrendoppel (jeweils zwei mit Balbi di Robecco und mit Giorgio Suzzi) sowie drei im Mixed (alle mit Giulia Perelli). Seinen letzten nationalen Titel gewann er 1930 in Legnano. 1927 und 1928 führte er die nationale Rangliste Italiens an.
Colombo spielte von 1922 bis 1925 vier Begegnungen für die italienische Davis-Cup-Mannschaft, für die er alle seine elf Matches verlor.
Colombo verstarb im Herbst 1945 an den Folgen einer Krankheit, die er während seines Einsatzes im Russlandfeldzug im Zweiten Weltkrieg erlitt. Zu seinem Gedenken wurde 1947 die italienische Vereinsmeisterschaft im Tennis in Campionato nazionale di società Cesare Colombo umbenannt.